# Бжуза (Венґровський повіт)
Бжуза (пол. Brzuza) — село в Польщі, у гміні Лохув Венґровського повіту Мазовецького воєводства.
Населення — 420 осіб (2011).
У 1975-1998 роках село належало до Седлецького воєводства.

## Демографія
Демографічна структура станом на 31 березня 2011 року:
|          | Загалом | Допрацездатний вік | Працездатний вік | Постпрацездатний вік |
| -------- | ------- | ------------------ | ---------------- | -------------------- |
| Чоловіки | 220     | 43                 | 148              | 29                   |
| Жінки    | 200     | 34                 | 101              | 65                   |
| Разом    | 420     | 77                 | 249              | 94                   |